# 7213 Conae
7213 Conae là một tiểu hành tinh vành đai chính với chu kỳ quỹ đạo là 1486.3591249 ngày (4.07 năm).
Nó được phát hiện ngày 31 tháng 5 năm 1967.